# Charles de Bony
Charles de Bony (né à Florence - mort le 14 décembre 1603), est un ecclésiastique, qui fut évêque d'Angoulême de 1567 à 1603.

## Biographie
Charles de Boni, francisé en Bony, est originaire de Florence. Il est appelé en France par Catherine de Médicis. Selon Hugues Du Tems, il aurait été nommé évêque d'Ostuni dans le royaume de Naples mais son nom de figure pas dans la liste épiscopale de cette cité .
Il est désigné comme évêque d'Angoulême dès 1567 à la suite de la démission de son prédécesseur qui continue à faire administrer le diocèse jusqu'à sa mort en 1570 car du fait des troubles dans le royaume, il n'est consacré qu'en 1574 par Simon Vigor, l'archevêque de Narbonne, dans l'église de l'abbaye Saint-Victor de Paris et il ne prend possession de son siège que le 18 mai 1575. 
Il souscrit lors du synode de la province ecclésiastique de Bordeaux en 1583. Lettré, il se fait connaitre comme traducteur du latin des « Constitutions du pape Clément »  et en 1597 Gabriel de La Charlonye lui dédie son ouvrage sur les évêques d'Angoulême depuis 1159 Engolismenses Episcopi, auctore Gab. Carlonio Engolismensi; Engolismae, apud Olivarium Minierium. 
Il meurt le 14 décembre 1603 et il a comme successeur une autre prélat d'origine italienne, Jacques Turricella, confesseur  de la reine Marie de Médicis.